# Sisicottus cynthiae
Sisicottus cynthiae là một loài nhện trong họ Linyphiidae.
Loài này thuộc chi Sisicottus. Sisicottus cynthiae được František Miller miêu tả năm 1999.